# Jessica Valenti
 (novembre 2017).
Si vous disposez d'ouvrages ou d'articles de référence ou si vous connaissez des sites web de qualité traitant du thème abordé ici, merci de compléter l'article en donnant les références utiles à sa vérifiabilité et en les liant à la section « Notes et références ».
Jessica Valenti (née le 1er novembre 1978) est une essayiste et blogueuse féministe américaine, fondatrice du blog Feministing en 2004,.